# Gloire du sport
Il Gloire du sport (in italiano "Gloria dello sport") è un premio assegnato a ex atleti, dirigenti sportivi, allenatori sportivi e giornalisti sportivi, che hanno contribuito notevolmente allo sviluppo e al prestigio dello sport in Francia. Il premio, ideato da Monique Berlioux e assegnato per la prima volta nel 1993, viene assegnato dalla Fédération des internationaux du sport français.

## Storia
Il premio mira a premiare le persone che hanno avuto una carriera esemplare nella loro disciplina. La prima assegnazione del Gloire du sport ci fu il 12 marzo 1993, con l'inserimento di 25 personalità; da allora, ogni anno vengono inserite altri soggetti in questa sorta di hall of fame. Per poter beneficiare del premio, se il candidato è ancora in vita, deve essere trascorso un periodo di 10 anni dalla fine della sua carriera. In termini di criteri per la selezione, oltre ai risultati sportivi, vengono considerati anche l'impatto e l'influenza dell'individuo nella società francese. Un totale di 355 persone sono state celebrate con questo premio.

## LeGloire du sport
| Premiato                                          | Disciplina                                          | Anno dell'inserimento |
| ------------------------------------------------- | --------------------------------------------------- | --------------------- |
| Clément Ader                                      | aviazione                                           | 1994                  |
| Pierre Albaladejo                                 | rugby                                               | 2004                  |
| Émile Allais                                      | sci alpino                                          | 1993                  |
| Luc Alphand                                       | sci alpino                                          | 2014                  |
| Manuel Amoros                                     | calcio                                              | 2017                  |
| Guy Amouretti                                     | tennistavolo                                        | 2004                  |
| Georges André                                     | atletica leggera                                    | 1993                  |
| Michel Andrieux                                   | canottaggio (in coppia con Jean-Christophe Rolland) | 2019                  |
| Jacques Anquetil                                  | ciclismo                                            | 1993                  |
| Émile Anthoine                                    | atletica leggera                                    | 1995                  |
| Roger Antoine                                     | pallacanestro                                       | 2008                  |
| Joseph Apesteguy                                  | palla basca                                         | 1993                  |
| Florence Arthaud                                  | vela                                                | 2019                  |
| Jacques Augendre                                  | scrittore e giornalista sportivo                    | 2015                  |
| Jacqueline Auriol                                 | aviazione                                           | 1995                  |
| Isabelle Autissier                                | navigazione                                         | 2011                  |
| Félicia Ballanger                                 | ciclismo                                            | 2010                  |
| Roger Bambuck                                     | atletica leggera                                    | 2001                  |
| Guy Basquet                                       | rugby                                               | 1998                  |
| Maryse Bastié                                     | aviazione                                           | 1997                  |
| Albert Batteux                                    | calcio, allenatore                                  | 1995                  |
| Roger Beaufrand                                   | ciclismo                                            | 2008                  |
| Jean de Beaumont                                  | tiro a segno, dirigente                             | 1998                  |
| Jean Behra                                        | motociclismo, automobilismo                         | 2002                  |
| Yves Bergougnan                                   | rugby                                               | 2009                  |
| Monique Berlioux                                  | nuoto, dirigente                                    | 2005                  |
| Suzanne Berlioux                                  | nuoto, dirigente                                    | 2001                  |
| Marcel Bernard                                    | tennis                                              | 2002                  |
| Michel Bernard                                    | atletica leggera                                    | 2002                  |
| Colette Besson                                    | atletica leggera                                    | 2004                  |
| Jean-Paul Beugnot                                 | pallacanestro                                       | 2013                  |
| Louis Blériot                                     | aviazione                                           | 1995                  |
| Louison Bobet                                     | ciclismo                                            | 1993                  |
| Robert Bobin                                      | atletica leggera, allenatore, dirigente             | 2003                  |
| Henry Boerio                                      | ginnastica                                          | 2019                  |
| Philippe Boisse                                   | scherma                                             | 2006                  |
| Raymond Boisset                                   | atletica leggera                                    | 1998                  |
| Rolland Boitelle                                  | scherma, dirigente                                  | 2004                  |
| Jean Boiteux                                      | nuoto                                               | 1995                  |
| Adrienne Bolland                                  | aviazione                                           | 1999                  |
| Alain Bombard                                     | medico                                              | 2000                  |
| René Bondoux                                      | scherma                                             | 1996                  |
| Honoré Bonnet                                     | sci alpino, allenatore                              | 1996                  |
| François Bonlieu                                  | sci                                                 | 2019                  |
| Marguerite Broquedis                              | tennis                                              | 2001                  |
| Jean Borotra                                      | tennis                                              | 1993                  |
| Élisabeth Boselli                                 | aviazione                                           | 2002                  |
| Hélène Boucher                                    | aviazione                                           | 1996                  |
| Jean Bouin                                        | atletica leggera                                    | 1993                  |
| Christian Boussus                                 | tennis                                              | 2000                  |
| Joël Bouzou                                       | pentathlon moderno                                  | 2016                  |
| Gilbert Bozon                                     | nuoto                                               | 1999                  |
| Georges Briquet                                   | giornalista                                         | 2008                  |
| Jean-Claude Brondani                              | judo                                                | 2012                  |
| Élie Brousse                                      | rugby                                               | 2018                  |
| Jacques Brugnon                                   | tennis                                              | 1994                  |
| Pierre Brunet                                     | pattinaggio artistico (in coppia con Andrée Joly)   | 1994                  |
| Georges Buchard                                   | scherma                                             | 1999                  |
| André Buffière                                    | pallacanestro                                       | 1995                  |
| Jehan Buhan                                       | scherma                                             | 1996                  |
| Robert Busnel                                     | pallacanestro, dirigente                            | 1994                  |
| Jacques Cachemire                                 | pallacanestro                                       | 2016                  |
| Alain Calmat                                      | pattinaggio artistico                               | 1996                  |
| Renée Camu                                        | canottaggio                                         | 2005                  |
| Christine Caron                                   | nuoto                                               | 1997                  |
| Georges Carpentier                                | pugilato                                            | 1993                  |
| Michel Carrega                                    | tiro a segno                                        | 1998                  |
| Christian Carrère                                 | rugby                                               | 2000                  |
| Philippe Cattiau                                  | scherma                                             | 1997                  |
| Urbain Cazaux                                     | sci, dirigente                                      | 2019                  |
| Marcel Cerdan                                     | pugilato                                            | 1993                  |
| Armand Charlet                                    | alpinismo                                           | 1998                  |
| Philippe Chatrier                                 | tennis, dirigente                                   | 2004                  |
| Pierre Chayriguès                                 | calcio                                              | 1994                  |
| Jacky Chazalon                                    | pallacanestro                                       | 2003                  |
| Eugène Christophe                                 | ciclismo                                            | 2003                  |
| Robert Christophe                                 | nuoto                                               | 2010                  |
| Roger Closset                                     | scherma                                             | 2012                  |
| Jean-Paul Coche                                   | judo                                                | 2011                  |
| Henri Cochet                                      | tennis                                              | 1993                  |
| Anne-Marie Colchen                                | atletica leggera                                    | 2002                  |
| Claude Collard                                    | judo, dirigente                                     | 2003                  |
| Charles Caudron de Coquereaumont                  | canoa/kayak, dirigente                              | 2007                  |
| Daniel Costantini                                 | pallamano                                           | 2011                  |
| Jean Cottard                                      | scherma, allenatore                                 | 2012                  |
| Pierre de Coubertin                               | dirigente                                           | 1994                  |
| Roger Coulon                                      | lotta, dirigente                                    | 1999                  |
| Henri Courtine                                    | judo, allenatore, dirigente                         | 2001                  |
| James Couttet                                     | sci alpino, allenatore                              | 1994                  |
| René Crabos                                       | rugby                                               | 1995                  |
| Michel Crauste                                    | rugby                                               | 1999                  |
| Marceau Crespin                                   | amministratore                                      | 2005                  |
| Eugène Criqui                                     | pugilato                                            | 1995                  |
| Richard Dacoury                                   | pallacanestro                                       | 2011                  |
| Alain Danet                                       | hockey su prato, dirigente                          | 2007                  |
| André Darrigade                                   | ciclismo                                            | 2001                  |
| Julien Darui                                      | calcio                                              | 1994                  |
| Alexandra David-Néel                              | esploratrice                                        | 2004                  |
| Danièle Debernard                                 | sci alpino                                          | 2009                  |
| Henri Debrus                                      | militare                                            | 2006                  |
| Jean Debuf                                        | sollevamento pesi                                   | 2007                  |
| Max Decugis                                       | tennis                                              | 2002                  |
| Henri Deglane                                     | lotta                                               | 1994                  |
| Jean Degros                                       | pallacanestro                                       | 2018                  |
| Gaston Delaplane                                  | canottaggio                                         | 1996                  |
| Henri Delaunay                                    | calcio, dirigente                                   | 2005                  |
| Henri Desgrange                                   | giornalista                                         | 1994                  |
| René Desmaison                                    | alpinismo                                           | 2008                  |
| Bernard Destremau                                 | tennis                                              | 1998                  |
| Brigitte Deydier                                  | judo                                                | 2012                  |
| Stéphane Diagana                                  | atletica leggera                                    | 2016                  |
| Jean Djorkaeff                                    | calcio                                              | 2013                  |
| Maxime Dorigo                                     | pallacanestro                                       | 2011                  |
| Raymond Dot                                       | ginnastica artistica                                | 2002                  |
| Georges Dransart                                  | canoa/kayak, dirigente                              | 1997                  |
| Guy Drut                                          | atletica leggera                                    | 1997                  |
| Jacqueline du Bief                                | pattinaggio artistico                               | 1995                  |
| Hervé Dubuisson                                   | pallacanestro                                       | 2012                  |
| Nicole Duclos                                     | atletica leggera                                    | 1999                  |
| Roger Ducret                                      | scherma                                             | 1995                  |
| André Dufraisse                                   | ciclismo                                            | 2005                  |
| René Duhamel                                      | canottaggio                                         | 1996                  |
| François Dujardin                                 | pallavolo                                           | 1996                  |
| Yves du Manoir                                    | rugby                                               | 1994                  |
| Adrien Duvillard                                  | sci alpino                                          | 2011                  |
| Henri Eberhardt                                   | canoa/kayak                                         | 2005                  |
| Boughéra El Ouafi                                 | atletica leggera                                    | 1995                  |
| Annie Famose                                      | sci alpino                                          | 2001                  |
| Jacques Ferran                                    | giornalista e dirigente                             | 2017                  |
| Albert Ferrasse                                   | rugby, dirigente                                    | 2002                  |
| Alain Feuillette                                  | canoa/kayak                                         | 2015                  |
| Isabelle Fijalkowski                              | pallacanestro                                       | 2019                  |
| Just Fontaine                                     | calcio, allenatore                                  | 1995                  |
| Henri Foures                                      | rugby, dirigente                                    | 2018                  |
| Jacques Fouroux                                   | rugby                                               | 2013                  |
| Clermont Université Club                          | pallacanestro                                       | 2019                  |
| Nazionale olimpica della Francia del 1984         | calcio                                              | 2018                  |
| Les Barjots                                       | pallamano                                           | 2015                  |
| Squadra francese di volo relativo a 4 (1986-1994) | paracadutismo                                       | 2016                  |
| Squadra francese di sci alpino del 1966           | sci alpino                                          | 2017                  |
| Roger Frison-Roche                                | alpinismo, giornalista                              | 1997                  |
| Jean Galfione                                     | salto con l'asta                                    | 2014                  |
| Lucien Gamblin                                    | calcio, giornalista                                 | 2000                  |
| Jean Garaialde                                    | golf                                                | 1996                  |
| Edward Gardère                                    | scherma                                             | 1996                  |
| Renée Garilhe                                     | scherma                                             | 2010                  |
| Maurice Garin                                     | ciclismo                                            | 1997                  |
| Gustave Garrigou                                  | ciclismo                                            | 2008                  |
| Roland Garros                                     | aviazione                                           | 1997                  |
| Jean-Philippe Gatien                              | tennistavolo                                        | 2013                  |
| Lucien Gaudin                                     | scherma                                             | 1994                  |
| Alain Gerbault                                    | nautica                                             | 1993                  |
| Maurice Gicquel                                   | alpinismo                                           | 2011                  |
| Alain Giletti                                     | pattinaggio artistico                               | 1998                  |
| Alain Gilles                                      | pallacanestro                                       | 2007                  |
| Alain Giresse                                     | calcio                                              | 2019                  |
| Jacques Goddet                                    | giornalista                                         | 1995                  |
| Christine Goitschel                               | sci alpino                                          | 1993                  |
| Marielle Goitschel                                | sci alpino                                          | 1998                  |
| Anna Gomis                                        | lotta                                               | 2019                  |
| Edgar Grospiron                                   | sci acrobatico                                      | 2013                  |
| Irène Guidotti                                    | pallacanestro                                       | 2014                  |
| Sylvain Guillaume                                 | sci                                                 | 2018                  |
| Joseph Guillemot                                  | atletica leggera                                    | 1994                  |
| Jacques Guittet                                   | scherma                                             | 2015                  |
| Fabrice Guy                                       | combinata nordica                                   | 2015                  |
| Jean-Jacques Guyon                                | equitazione                                         | 2006                  |
| Michel Haguenauer                                 | tennistavolo                                        | 1997                  |
| Alphonse Halimi                                   | pugilato                                            | 1996                  |
| Marcel Hansenne                                   | atletica leggera, giornalista                       | 1995                  |
| Ignace Heinrich                                   | atletica leggera                                    | 1995                  |
| Jean de Herdt                                     | judo                                                | 1998                  |
| Virginie Hériot                                   | nautica                                             | 1994                  |
| Maurice Herzog                                    | alpinismo                                           | 1994                  |
| Béatrice Hess                                     | pallanuoto                                          | 2015                  |
| Michel Hidalgo                                    | calcio, selezionatore                               | 2015                  |
| Bernard Hinault                                   | ciclismo                                            | 2000                  |
| Louis Hostin                                      | sollevamento pesi                                   | 1994                  |
| Maurice Houvion                                   | atletica leggera, allenatore                        | 2010                  |
| Michèle Jacot                                     | sci alpino                                          | 2000                  |
| Alex Jany                                         | nuoto                                               | 1994                  |
| Adolphe Jauréguy                                  | rugby                                               | 1994                  |
| Michel Jazy                                       | atletica leggera                                    | 1993                  |
| Sandra de Jenken                                  | tennis, arbitro                                     | 2014                  |
| Myriam Fox-Jerusalmi                              | canoa/kayak                                         | 2011                  |
| Andrée Joly                                       | pattinaggio artistico (in coppia con Pierre Brunet) | 1994                  |
| Pierre Jonquères d'Oriola                         | equitazione                                         | 1994                  |
| Robert Jonquet                                    | calcio                                              | 2003                  |
| André Jousseaume                                  | equitazione                                         | 1996                  |
| Jean-Claude Killy                                 | sci alpino                                          | 1993                  |
| Raymond Kopa                                      | calcio                                              | 1993                  |
| Jacques Lacarrière                                | hockey sul ghiaccio, dirigente                      | 2007                  |
| Louis Lachenal                                    | alpinismo                                           | 1995                  |
| Catherine Lacoste                                 | golf                                                | 1997                  |
| René Lacoste                                      | tennis                                              | 1993                  |
| Simone Lacoste                                    | golf                                                | 2001                  |
| Léo Lacroix                                       | sci alpino                                          | 2005                  |
| Jules Ladoumègue                                  | atletica leggera                                    | 1993                  |
| Denis Lalanne                                     | giornalista                                         | 2014                  |
| Jean-François Lamour                              | scherma                                             | 2008                  |
| Bernard Lapasset                                  | dirigente                                           | 2014                  |
| Roger Lapébie                                     | ciclismo                                            | 1997                  |
| Octave Lapize                                     | ciclismo                                            | 1994                  |
| André Leducq                                      | ciclismo                                            | 1993                  |
| Janou Lefèbvre                                    | equitazione                                         | 1995                  |
| Suzanne Lenglen                                   | tennis                                              | 1993                  |
| Roger Lerou                                       | rugby, dirigente                                    | 1997                  |
| Xavier Lesage                                     | equitazione                                         | 1995                  |
| Émile Levassor                                    | automobilismo                                       | 1997                  |
| Félix Lévitan                                     | giornalista                                         | 1999                  |
| Pierre Lewden                                     | atletica leggera                                    | 1999                  |
| Alain Lunzenfichter                               | giornalista e scrittore                             | 2016                  |
| Francis Luyce                                     | nuoto, dirigente                                    | 1998                  |
| Marc Madiot                                       | ciclismo                                            | 2017                  |
| Arthur Magakian                                   | ginnastica                                          | 2009                  |
| Jean-Claude Magnan                                | scherma                                             | 1997                  |
| Antonin Magne                                     | ciclismo                                            | 1995                  |
| Joseph Maigrot                                    | atletica leggera, allenatore                        | 2001                  |
| Bernard Malivoire                                 | canottaggio                                         | 1998                  |
| Claude Mandonnaud                                 | nuoto                                               | 2006                  |
| Jules Marcadet                                    | atletica leggera, dirigente                         | 2002                  |
| Jacques Marchand                                  | giornalista                                         | 2011                  |
| Roger Marche                                      | calcio                                              | 1995                  |
| Bruno Marie-Rose                                  | atletica leggera                                    | 2018                  |
| Patrice Martin                                    | sci nautico                                         | 2012                  |
| Séra Martin                                       | atletica leggera                                    | 2000                  |
| Marie Marvingt                                    | multisport                                          | 1995                  |
| Armand Massard                                    | tiro a segno, scherma, dirigente                    | 1994                  |
| Arnaud Massy                                      | golf                                                | 2009                  |
| Simonne Mathieu                                   | tennis                                              | 1995                  |
| Étienne Mattler                                   | calcio                                              | 1995                  |
| Chantal Mauduit                                   | alpinismo                                           | 1999                  |
| Georges Mauduit                                   | sci alpino                                          | 2002                  |
| Pierre Mazeaud                                    | alpinismo, dirigente                                | 2008                  |
| Gaston Mercier                                    | canottaggio                                         | 1998                  |
| Carole Merle                                      | sci alpino                                          | 2016                  |
| Gaston Meyer                                      | giornalista                                         | 2000                  |
| Lucien Mias                                       | rugby                                               | 1995                  |
| Lucien Michard                                    | ciclismo                                            | 1996                  |
| Thierry Michaud                                   | motociclismo                                        | 2014                  |
| Roger Michelot                                    | pugilato                                            | 1997                  |
| Alice Milliat                                     | canottaggio                                         | 1998                  |
| Alain Mimoun                                      | atletica leggera                                    | 1993                  |
| Isabelle Mir                                      | sci alpino                                          | 2004                  |
| Bernard Monnereau                                 | canottaggio                                         | 1996                  |
| Georges Monneret                                  | motociclismo                                        | 1996                  |
| Mady Moreau                                       | tuffi                                               | 2005                  |
| Daniel Morelon                                    | ciclismo                                            | 1994                  |
| Sophie Moressée-Pichot                            | scherma, pentathlon moderno                         | 2015                  |
| Alain Mosconi                                     | nuoto                                               | 2004                  |
| Jean-Jacques Mounier                              | judo                                                | 2018                  |
| Michèle Mouton                                    | automobilismo                                       | 2012                  |
| Camille Muffat                                    | nuoto                                               | 2017                  |
| Eberhard Mund                                     | canottaggio, dirigente                              | 2019                  |
| Alfred Nakache                                    | nuoto                                               | 1995                  |
| Jean-Claude Nallet                                | atletica leggera                                    | 2010                  |
| Claude Netter                                     | scherma                                             | 2006                  |
| Paul Nicolas                                      | calcio, dirigente                                   | 1996                  |
| Christian Noël                                    | scherma                                             | 2000                  |
| Jules Noël                                        | atletica leggera                                    | 1998                  |
| Philippe Omnès                                    | scherma                                             | 2016                  |
| Jean-Michel Oprendek                              | scherma, allenatore                                 | 2017                  |
| Henri Oreiller                                    | sci alpino                                          | 1995                  |
| Christian d'Oriola                                | scherma                                             | 1993                  |
| Micheline Ostermeyer                              | atletica leggera                                    | 1994                  |
| Robert Oubron                                     | ciclismo                                            | 2006                  |
| Charles Pacôme                                    | lotta                                               | 1996                  |
| Henri Padou                                       | nuoto                                               | 1994                  |
| Nelson Paillou                                    | pallamano, dirigente                                | 2006                  |
| Raoul Paoli                                       | atletica leggera, pugilato, lotta, rugby            | 2002                  |
| Robert Paragot                                    | alpinismo                                           | 2014                  |
| Robert Parienté                                   | giornalista                                         | 2007                  |
| Bernard Pariset                                   | judo                                                | 2006                  |
| Angelo Parisi                                     | judo                                                | 2004                  |
| Georges Pecheraud                                 | nuoto, dirigente                                    | 2018                  |
| Michel Pécheux                                    | scherma                                             | 2007                  |
| Perrine Pelen                                     | sci alpino                                          | 2011                  |
| Nicole Péllissard-Darrigrand                      | tuffi                                               | 2003                  |
| Henri Pélissier                                   | ciclismo                                            | 1993                  |
| Marie-José Pérec                                  | atletica leggera                                    | 2015                  |
| Young Perez                                       | pugilato                                            | 2007                  |
| Guy Périllat                                      | sci alpino                                          | 1997                  |
| Lucien Petit-Breton                               | ciclismo                                            | 2004                  |
| Georges Pfeiffer                                  | judo                                                | 2013                  |
| Jean-Paul Pierrat                                 | sci di fondo                                        | 1999                  |
| Claude Piquemal                                   | atletica leggera                                    | 2012                  |
| Émile Pladner                                     | pugilato                                            | 1998                  |
| Michel Platini                                    | calcio                                              | 1999                  |
| Catherine Plewinski                               | nuoto                                               | 2013                  |
| Émile Poilvé                                      | lotta                                               | 2000                  |
| Raymond Pointu                                    | atletica leggera                                    | 2013                  |
| Raphaël Poirée                                    | biathlon                                            | 2016                  |
| Paul Pons                                         | lotta                                               | 2003                  |
| Jean-Michel Poulet                                | paracadutismo                                       | 2017                  |
| Raymond Poulidor                                  | ciclismo                                            | 1994                  |
| Jean Prat                                         | rugby                                               | 1994                  |
| Alain Prost                                       | automobilismo                                       | 2010                  |
| Puig Aubert                                       | rugby                                               | 1997                  |
| Gaston Rébuffat                                   | alpinismo                                           | 1996                  |
| Frantz Reichel                                    | atletica leggera, rugby, dirigente                  | 1994                  |
| Thierry Rey                                       | judo                                                | 2013                  |
| Philippe Riboud                                   | scherma                                             | 2007                  |
| Georges Rigal                                     | nuoto, dirigente                                    | 1995                  |
| Antoine Rigaudeau                                 | pallacanestro                                       | 2017                  |
| Élisabeth Riffiod                                 | pallacanestro                                       | 2017                  |
| Charles Rigoulot                                  | sollevamento pesi                                   | 1993                  |
| Jules Rimet                                       | calcio, dirigente                                   | 1994                  |
| Jean-Pierre Rives                                 | rugby                                               | 2005                  |
| Roger Rivière                                     | ciclismo                                            | 1995                  |
| Jean Robic                                        | ciclismo                                            | 1999                  |
| Daniel Robin                                      | lotta                                               | 1995                  |
| Jean-Christophe Rolland                           | canottaggio (in coppia con Michel Andrieux)         | 2019                  |
| Jean-Luc Rougé                                    | Judo                                                | 2003                  |
| Max Rousié                                        | rugby                                               | 1999                  |
| Florian Rousseau                                  | ciclismo                                            | 2012                  |
| Michel Rousseau                                   | ciclismo                                            | 2009                  |
| Karine Ruby                                       | snowboard                                           | 2016                  |
| Georges de Saint-Clair                            | atletica leggera, dirigente                         | 2000                  |
| Yves Saint-Martin                                 | equitazione                                         | 2000                  |
| Raymond Salles                                    | canottaggio                                         | 1998                  |
| Bernard Schmetz                                   | scherma                                             | 2009                  |
| Alfred Schoebel                                   | nuoto                                               | 2008                  |
| Jacques Secrétin                                  | tennistavolo                                        | 2006                  |
| Jean Séphériades                                  | canottaggio                                         | 1994                  |
| Henri Sérandour                                   | nuoto, dirigente                                    | 2010                  |
| Annette Sergent                                   | atletica leggera                                    | 2005                  |
| Victor Sillon                                     | atletica leggera                                    | 2008                  |
| Yannick Souvré                                    | pallacanestro                                       | 2013                  |
| Walter Spanghero                                  | rugby                                               | 2003                  |
| Georges Speicher                                  | ciclismo                                            | 2001                  |
| Éric Srecki                                       | scherma                                             | 2010                  |
| Alphonse Steinès                                  | ciclismo, giornalista sportivo                      | 2010                  |
| Florence Steurer                                  | sci alpino                                          | 2007                  |
| Philippe Streiff                                  | automobilismo                                       | 2012                  |
| Éric Tabarly                                      | nautica                                             | 1994                  |
| Jean Taris                                        | nuoto                                               | 1993                  |
| Lionel Terray                                     | alpinismo                                           | 1994                  |
| Charles Terront                                   | ciclismo                                            | 1997                  |
| Bernard Thévenet                                  | ciclismo                                            | 2009                  |
| Marcel Thil                                       | pugilato                                            | 1993                  |
| Jocelyne Triadou                                  | judo                                                | 2010                  |
| Pascale Trinquet                                  | scherma                                             | 2003                  |
| Jean Urruty                                       | palla basca                                         | 1995                  |
| Patrick Vajda                                     | scherma, arbitro                                    | 2009                  |
| Georges Vallerey Jr.                              | nuoto                                               | 2001                  |
| Alexis Vastine                                    | pugilato                                            | 2019                  |
| Jacqueline Vaudecrane                             | pattinaggio artistico                               | 1996                  |
| Paul-Émile Victor                                 | medico                                              | 1998                  |
| Tola Vologe                                       | atletica leggera, hockey su prato, tennistavolo     | 1996                  |
| Jean Vuarnet                                      | sci alpino                                          | 1996                  |
| Isabelle Wendling                                 | pallamano                                           | 2018                  |
| Jean-Pierre Wimille                               | automobilismo                                       | 1996                  |
| Gilles Zok                                        | canoa/kayak                                         | 2009                  |